# جمایما روپر
جمایما روپر (انگلیسی: Jemima Rooper؛ زادهٔ ۲۴ اکتبر ۱۹۸۱) بازیگر اهل بریتانیا است.
از فیلم‌ها یا برنامه‌های تلویزیونی که وی در آن نقش داشته‌است، می‌توان به آوای تندر، کوکب سیاه، چکمه‌های غیرعادی، هکس و حرف اف اشاره کرد.